# Parmelia crowii
Parmelia crowii är en lavart som beskrevs av Elix. Parmelia crowii ingår i släktet Parmelia och familjen Parmeliaceae.   Inga underarter finns listade i Catalogue of Life.